# Park Synagogue

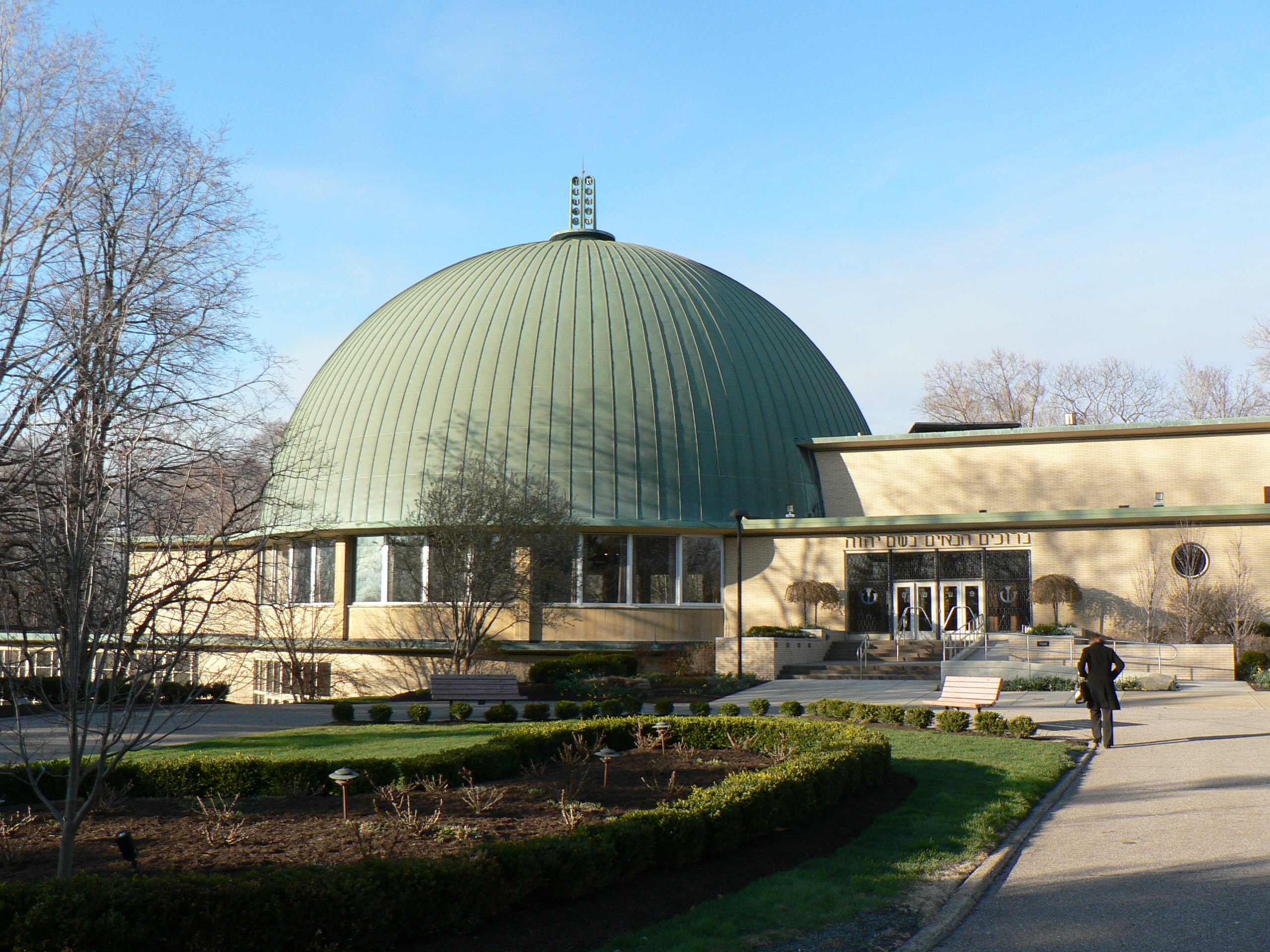
Die Park Synagogue in Cleveland Heights

Die Park Synagogue ist eine Synagoge der Gemeinde Anshe Emeth Beth Tefilo in Cleveland Heights, einer Vorstadt von Cleveland in Ohio. Sie wurde vom deutsch-jüdischen Architekten Erich Mendelsohn erbaut.
Nachdem 1945 in Cleveland Heights Teile der Gebäude der jüdischen Gemeinde abgebrannt waren, beauftragte der Rabbiner Armond E. Cohen (1909–2007), der von 1934 bis 1994 Rabbiner der Gemeinde war, Erich Mendelsohn mit dem Neubau einer Synagoge. Der Bau wurde ab 1947 errichtet und 1950 eingeweiht.
Der Bau diente als Anregung für weitere moderne Synagogenbauten, so die Neue Synagoge in Essen.